# Елсад Зверотич
Елса́д Зверо́тич (серб. Elsad Zverotić, нар. 31 жовтня 1986, Беране) — чорногорський футболіст, захисник швейцарського клубу «Сьйон».

## Клубна кар'єра
У дорослому футболі дебютував 2003 року виступами за команду клубу «Базенхейд», в якій провів один сезон, взявши участь у 22 матчах чемпіонату.
Своєю грою за цю команду привернув увагу представників тренерського штабу клубу «Віль», до складу якого приєднався 2004 року. Відіграв за команду з Віля наступні чотири сезони своєї ігрової кар'єри. Більшість часу, проведеного у складі «Віля», був основним гравцем захисту команди.
У 2008 році уклав контракт з клубом «Люцерн», у складі якого провів наступні три роки своєї кар'єри гравця. Граючи у складі «Люцерна» також здебільшого виходив на поле в основному складі команди.
До складу клубу «Янг Бойз» приєднався 2011 року. За два сезони встиг відіграти за бернську команду 52 матчі в національному чемпіонаті.
2 вересня 2013 року, в останній день трансферного вікна, перейшов в англійський «Фулгем», підписавши з клубом дворічний контракт.

## Виступи за збірні
Протягом 2007–2008 років залучався до складу молодіжної збірної Чорногорії. На молодіжному рівні зіграв у 6 офіційних матчах, забив 1 гол.
У 2008 році дебютував в офіційних матчах у складі національної збірної Чорногорії. Наразі провів у формі головної команди країни 56 матчів, забив 5 голів.

## Титули і досягнення
- Володар Кубка Швейцарії (1):

«Сьйон»: 2014-15